# Traité d'adhésion de la république de Crimée à la Russie
Pour des articles plus généraux, voir Annexion de la Crimée par la Russie en 2014 et République de Crimée.
Transfert de l'oblast de Crimée de la RSFSR à la RSSU
Le traité d'adhésion de la république de Crimée à la Russie est le traité signé par la république de Crimée et la fédération de Russie rattachant à la Russie la république de Crimée (couvrant la quasi-intégralité de la péninsule de Crimée et Sébastopol), territoire ukrainien depuis 1954, une semaine après la déclaration d'indépendance de celle-ci. Ce traité n’est pas reconnu par l’ONU.

## Résultats
Les résultats du référendum d'autodétermination en Crimée furent contestés par la communauté internationale. Selon le résultat officiel publié par la république sécessionniste, la population se serait prononcée à hauteur de 96,6 % en faveur du rattachement à la Russie. Conformément à ce résultat, le parlement de la Crimée a proclamé unanimement l'indépendance de la péninsule ukrainienne et demandé son rattachement à la Russie le 17 mars 2014.
Cependant, les estimations russes, ukrainiennes et internationales diffèrent largement de ce résultat. Ainsi, le 5 mai 2014, le site web du conseil du président de la fédération de Russie (Совет при Президенте РФ) pour la société civile et les droits de l'homme publie un rapport sur le référendum de Crimée selon lequel « en Crimée, d'après différentes données, 50-60 % des votants ont voté pour rejoindre la Russie, avec un taux de participation total de 30-50 % ». D'après la déclaration sur les ondes de Voices of America de Moustafa Djemilev, chef de file du Mouvement national des Tatars de Crimée, le taux de participation n'a pas été de 82 % mais seulement de 32,4 %.